# Cassia nealiae
Cassia nealiae är en ärtväxtart som beskrevs av Howard Samuel Irwin och Rupert Charles Barneby. Cassia nealiae ingår i släktet Cassia och familjen ärtväxter. Inga underarter finns listade i Catalogue of Life.